# Wapen van Chili
Het wapen van Chili is in gebruik sinds 1834 en werd ontworpen door de Engelsman Charles Wood Taylor.
Het schild bestaat uit twee helften, waarvan de bovenste blauw is en de onderste rood. Een vijfpuntige witte ster staat in het midden van het schild. Het schild wordt aan de rechterkant gedragen door de Andescondor, een van de grootste vogels ter wereld. Aan de linkerkant wordt het schild gedragen door een Chileense huemul. Beide dieren zijn gekroond met de gouden kroon van de Chileense marine, hetgeen de daden van de marine in de Grote Oceaan symboliseert.
Het schild is gekroond met een hoofddeksel met drie veren in de kleuren van de Chileense vlag. Vroegere presidenten van het land droegen een dergelijk hoofddeksel. Onder het schild staat op een lint het devies Por la Razón o la Fuerza ('Met Rede of Kracht').
Argentinië · Bolivia · Brazilië · Chili · Colombia · Ecuador · Guyana · Paraguay · Peru · Suriname · Trinidad en Tobago · Uruguay · Venezuela
Afhankelijke gebieden

Falklandeilanden · Frans-Guyana · Zuid-Georgia en de Zuidelijke Sandwicheilanden